# Burgkirchen (Horní Rakousy)
Burgkirchen je obec v okrese Braunau v rakouské spolkové zemi Horní Rakousy.

## Geografie
Burgkirchen leží v oblasti Innviertel. Přibližně 30 % rozlohy obce tvoří lesy a 61 % zemědělská půda. Obec se také nachází v blízkosti řeky Inn a je vzdálena 8 km od rakousko-německých hranic.[zdroj?]